# Ulancsab
Ulancsab (egyszerűsített kínai írással: 乌兰察布市, pinjin: Wūlánchábù) prefektúra szintű város Kínában, Belső-Mongólia Autonóm Terület tartományban. Lakosainak száma 1 706 328 fő (2020).

## Népesség
| 2020 | 1 706 328 |

## Testvérvárosok
- Ulan-Ude